# ТУР А049
ТУР-А049 / Богдан-А049 — автобус особливо малого класу, призначений для перевезення пасажирів на міських комерційних маршрутах. 

## Опис
В основі ТУР-А049 лежить шасі вантажівки ГАЗ-3302 "ГАЗель". Автобус багато в чому нагадує одну з найпопулярніших вітчизняних моделей БАЗ-2215 "Дельфін", виробництво якої ведеться корпорацією "Еталон" з 2003 року. У подібності цих моделей немає нічого дивного, адже обидві машини проектувалися на ВАТ "Укравтобуспром", фахівці якого розробляли також інші автобуси, що випускаються нині корпораціями "Богдан" та "Еталон". 
Тур-А049 відрізняється від БАЗ-2215 ширшим кузовом (і, відповідно, проходом між сидіннями в салоні), іншим склінням і пасажирськими дверми салону. Двері ставили з ручним (модифікація Тур-А049.12) або механічним (модифікація Тур-А049.11) відкриванням, але в обох випадку вона одностулкова (у БАЗ-2215 - двостулкові автоматичні двері). Здавалося б, що ширший кузов повинен забезпечувати і більшу місткість, ніж у БАЗа, але вона однакова для обох машин: 14 місць для сидіння і 4 - для стояння. 
Виробництво автобусів Тур-А049 було розпочато в 2006 році. Надалі вони з'явилися на маршрутах багатьох українських міст. 
У 2010 році корпорація "Богдан", викупивши ліцензію на виробництво мікроавтобусів Тур-А049, представила власну модель автобуса малого класу Богдан-А049, яка відрізняється від "Туру" лише вклеєними вікнами. При цьому "Укравтобуспром" не відмовився від випуску моделі А049, більше того, в 2010 році з'явилася його "шкільна" модифікація.
У 2011 році ПАТ «Черкаський автобус» вийшло з корпорації «Богдан».

## Зноски
1. ↑  Описание модели Тур-А049 (рос.) 12.02.2011